# Pedro Maldonado Pimentel
Pedro Maldonado Pimentel (Salamanca, c. 1490 - Simancas, 14 de agosto de 1522), señor de Babilafuente y capitán comunero.

## Biografía
Era hijo de Rodrigo Arias Maldonado y de Juana de Pimentel. Tenía su vivienda en la plaza de San  Benito, en un palacio que todavía habitaba cuando murió, pues fue limpiado exteriormente de escudos, se cerraron ventanas y se abrieron otras, como castigo tras la derrota de Villalar y hoy es el convento de clausura de religiosas franciscanas bajo el título de la Madre de Dios.
Cuando se produjo en 1520 el levantamiento de las Comunidades de Castilla, era procurador por Salamanca, jefe de las milicias de la ciudad y apoyó la rebelión desde el principio. Además, fue delegado de la ciudad en la Santa Junta de Ávila en 1520. Era el capitán nato de las fuerzas salmantinas que apoyaban la rebelión, pero los vecinos recelaban de él por ser sobrino del Conde de Benavente, colaborador muy próximo del rey Carlos I de España, por lo que nombraron a su primo Francisco Maldonado, aunque luego ambos compartieron el mando.
Fue preso tras la batalla de Villalar en 1521 pero no fue ejecutado inmediatamente, como los demás capitanes (Padilla, Bravo y su primo Francisco Maldonado), debido a su parentesco con el duque de Benavente. Tras el perdón general promulgado por Carlos I que excluía a 293 comuneros, ejecutaron a Pedro Maldonado el 14 de agosto de 1522 en el castillo de Simancas por orden expresa del rey. También fueron decapitados en la misma fecha siete procuradores apresados en Tordesillas y el pellejero Villoria en Salamanca.

Escudo familiar de los Maldonado.